# 児玉一造

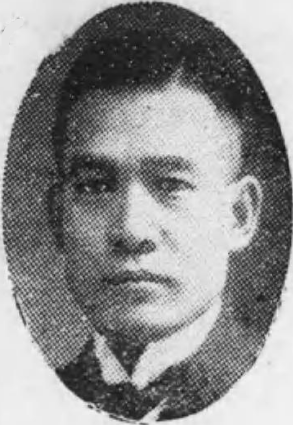
児玉一造

児玉 一造（こだま いちぞう、明治14年（1881年）3月20日 - 昭和5年（1930年）1月30日）は、明治から大正期の実業家。東洋綿花株式会社（トーメンを経て豊田通商と合併）を創設。また、輸出綿糸組合を結成するなど綿業界の再建に尽力し、豊田紡織や三井物産の取締役・大阪市教化委員・資源審議会委員などを歴任した。
豊田利三郎トヨタ自動車工業初代社長や児玉桂三東京大学名誉教授は実弟。妻の米は園田孝吉男爵の娘。

## 略伝
児玉一造は、明治14年（1881年）3月20日に滋賀県犬上郡彦根町大字芹橋（現彦根市芹橋）で児玉貞次郎と美衛の子として誕生した。父貞治郎は美濃国養老郡の高木利右衛門の子で、長浜（後の神照村）の児玉助三郎の養子となり、江波伴三の娘美衛と結婚した後、彦根藩足軽の株を買い、明治維新後は家屋の壊し屋を家業としていた。
一造は少年時腕白で、彦根尋常小学校3年時に先生に墨壺を投げつけたことから退校処分となった。このため一時愛知県知多郡大谷村（現愛知県常滑市大谷）の伯父竹内庫太郎に預けられ、大谷村立大谷尋常小学校に通い、国語の朗読の時間に近江訛りを笑われたところ、却って大きな声で近江訛りの朗読を行ったとの逸話が残されている。3カ月で復校を許され、彦根尋常小学校に戻った。腕白であったが学業は作文で賞をとり、成績も学年ごとに優等賞を受けるなど頗る優秀だった。
明治28年（1895年）彦根高等尋常小学校（現彦根市立城東小学校）を卒業後名古屋市内の菓子商に丁稚奉公に出たが、仕事が合わずすぐに辞め実家に戻った。そこで偶々行員を募集していた近江銀行の採用試験を受け、同行に就職し掛け金回収を担当した。近江銀行時代、責任ある仕事を行うためには学歴が必要と痛感し、銀行業務の傍ら泰西学館に通い日夜を惜しみ勉強した。明治31年（1898年）滋賀県立商業学校（現滋賀県立八幡商業高等学校）を訪問し、当時の波多野校長に面会の上「卒業試験に応じたい」との前代未聞の申し入れを行った。商業学校は一造の申し入れを拒否したが、見所を感じた校長が2年への編入試験受験を一造に薦め、見事に合格した一造は近江銀行を退職し商業学校2年生となった。
商業学校時代の一造の話として、毎年恒例で行われた大日本短艇競争大会に商業学校で売店を出し、大いに好評を得たこと。当時学生による教師ボイコットのストライキが行われていたが、英語のスプーナー教諭排斥ストライキにおいてただ一人同調せず猛然と反対したこと。商業学校の実地研修に行商があり、商業学校生徒が行商などと小さなことを行っていることを馬鹿にした行商先の主人と大喧嘩をしたこと、などが伝えられている。
明治33年（1900年）3月、商業学校卒業に際し近江商業銀行から入行を薦められたが、東京高等商業学校（後に東京商科大学を経て、現一橋大学）入学を希望した。当時滋賀県立商業学校から東京高等商業学校には簡易入試での受験枠が一つあり、これに応募した。しかし、一年上の先輩が応募したため同人が優先されることになり、一造の高等商業学校進学は失敗した。そこで、滋賀県立商業学校入学時の波多野校長を頼り、同校長が当時務めていた静岡県立商業学校（現静岡県立静岡商業高等学校）に助教諭となった。
偶々三井物産合資会社が支那研修生を募集していることを知り、波多野校長に相談し同人の推薦状を得て面接に臨んだところ、研修生に採用される事になった。一造は、8月から三井物産厦門出張所で研修を受けることとなった。なお、支那研修生同期には森恪（もりかく）がいた。当時厦門にはジャーディン・マセソン商会の事務所があり、彼らが流暢な中国語で商売する姿を見て、商売をするためには自由に中国語が出来なければ話にならないと悟り、一造は家庭教師を雇い、街中の中国人とも頻繁に話をして中国語と台湾語を身に付けた。研修1年で三井物産に本採用されると、若手で中国語に堪能な社員として知られるようになった。三井物産の中国ビジネスを統括していた藤原銀次郎は、研修生の時から一造の仕事ぶりを評価し、本採用直後には厦門出張所を一造に任せた。
明治35年（1902年）台北支店長であった藤原は一造を台湾に呼び、翌年台南出張所の責任者に命じた。日露戦争の最中、台湾総督であった児玉源太郎は総参謀長として満州におり、児玉から台湾総督府民政局長官であった後藤新平に米20万石の調達命令があり、藤原を介して一造が米の買い付けを行うこととなった。一造は台湾奥地にまで入り込み、流暢な言葉で交渉を行い、瞬く間に20万石の米買い付けを成功した。また、当時台湾発展の為には製糖事業が重要との認識が官民一体としてあり、一造は自分の仕事ではないが進んで製糖会社の土地買収に協力していた。日頃一造の活躍を妬む人間が、一造は「いやがる土地所有者から無理やり土地を売却させている」との噂を流し、総督府まで噂が流れ一造の退去命令が出されるに及び、一造は単身後藤民政局長に面談を求め実情を話し、その結果、大いに後藤から信頼を得たとされる。
中国での仕事を評価され、明治38年（1905年）6月ロンドン支店勤務を命じられ、ドイツハンブルク出張所長となった。ハンブルクでは、現地スタッフを叱った話が逸話として残されている。一造は、現地スタッフを叱る時、最初はドイツ語で、次に英語となり、いよいよ感情が昂ると日本語となった。これを現地スタッフは面白がり、よく一造の叱る姿が物真似されたと言う。それほど、一造は中国語に加えてヨーロッパ赴任に際して徹底的に英語とドイツ語の勉強を行った。明治41年（1908年）一時帰国をゆるされた一造は、第十五銀行頭取園田孝吉の3女米子と結婚し、同年6月再度ロンドン支店勤務を命じられた。ロンドンでは、満州大豆に着眼し、新しいビジネスとして満州大豆のヨーロッパ輸出事業を構築した。
大正元年（1912年）8月ロンドンより帰国し、12月にはわずか31歳で名古屋支店長を命じられた。名古屋では豊田式織機株式会社の豊田佐吉や服部商店服部兼三郎、三重紡績岡常夫等と出会い、自動織機の発明者である豊田佐吉に対しては物心両面にわたり支援を行った。後に豊田佐吉は一造の弟利三郎を婿養子に迎え入れた。また、岡常夫は一造の異才に注目し、大阪綿業界に進出することを強く後押しした。
大正3年（1914年）2月、岡常夫の強い推薦もあり大阪支店綿花部長に就任した。ここでも一造の語学力は大いに活き、大正8年（1919年）にアメリカテキサス州ダラスを中心として出張に行った際は、現地子会社社員を前に演説し、また、「ビッグボス」と呼ばれ社員の心を掴んだ。この頃、前年に第一次世界大戦が終結し各国経済は不況となりつつあった。綿花相場も乱高下の危険性高く、一造は三井物産本社から相場リスクにさらされている綿花部門を切り離すべきとの考えを持ち、大正9年（1920年）4月三井物産綿花部を独立し東洋綿花(株)を設立し、専務取締役に就任した。
自社の業務に精励するばかりでなく、綿花関連事業全体の発展にも精力的に一造は活動した。世界恐慌を前に綿花事業者が金融からの信用力を得られ、かつ輸出事業をより促進させるために綿糸輸出組合を設立にも奔走した。会長就任後の昭和2年（1927年）インド視察に赴き、日印間の無電開通にも一役買った。関西綿糸業界・財界で幅広く活躍し、豊田紡織・三井物産取締役等を兼ね、様々な公職を歴任すると共に、故郷滋賀県における県立工業学校や彦根高等商業学校建設にも尽力した。これらの活動が認められ。大正14年（1925年）に紺綬褒章を受章し、昭和3年（1928年）には勲四等瑞宝章を受勲した。昭和5年（1930年）1月10日、東洋綿花会長として株主総会を治めた後、1月20日腹痛に襲われ一時は持ち直したが1月30日に急逝した。死因は胃潰瘍。

## 年譜
略年譜
明治14年（1881年）：3月20日誕生
明治20年（1887年）：彦根尋常小学校入学する。
明治24年（1891年）：3月彦根尋常小学校卒業、4月彦根尋常高等小学校入学する。
明治28年（1895年）：3月彦根尋常高等小学校卒業する。名古屋市の菓子商に丁稚奉公に出、後に近江銀行に入行する。
明治31年（1898年）：4月滋賀県商業学校第2学年に編入される。12月父死去。
明治33年（1900年）：3月滋賀県商業学校卒業、4月静岡商業学校助教諭に採用される。8月三井物産合名会社支那研修生に採用され厦門出張所に赴任する。
明治34年（1901年）：9月三井物産合名会社社員に採用され厦門出張所勤務する。
明治35年（1902年）：台湾出張所勤務を命じられる。
明治36年（1903年）：12月台北支店台南出張所首席を命じられる。
明治38年（1905年）：6月ロンドン支店勤務を命じられ、ハンブルク出張所長に就任する。
明治40年（1907年）：12月帰国する。
明治41年（1908年）：1月第十五銀行頭取園田孝吉（大正7年（1918年）男爵に叙爵）3女米子と結婚する。6月ロンドン支店勤務を命じられる。
明治43年（1910年）：伯父竹内庫太郎死去。
大正元年（1912年）：8月病気療養のため帰国。12月名古屋支店長を命じられる。
大正3年（1914年）：大阪支店綿花部長を命じられる。
大正4年（1915年）：3月母死去する。弟利三郎が豊田佐吉の婿養子となる。
大正8年（1919年）：明治神宮奉参会員になる。アメリカへ出張する。
大正9年（1920年）：3月豊田紡織取締役就任（4月退任）、4月三井物産綿花部を独立し東洋綿花(株)を設立し専務取締役に就任する。5月菊井紡織取締役を兼ねる。
大正10年（1921年）：7月三井合名重役待遇となる。10月滋賀県立工業学校建設に尽力する。
大正12年（1923年）：3月大阪商業会議所特別委員に就任、彦根高等商業学校建設に尽力する。
大正13年（1924年）：1月大阪府知事より港湾協会大阪支部委員に推薦（3月委嘱）、4月帝国経済会議議員就任、8月三井物産取締役に就任する。
大正14年（1925年）：5月帝国交通協会評議員就任、10月紺綬褒章受章。
昭和2年（1927年）：3月東洋綿花会長兼専務取締役に就任する。10月インドを視察し12月帰国する。
昭和3年（1928年）：11月勲四等瑞宝章を受勲する。
昭和4年（1929年）：1月大阪商工会議所顧問に就任、7月関税審議会委員、8月資源審議会委員、12月日印協会評議員に就任する。
昭和5年（1930年）：1月30日死去する。従五位の叙せられる。

## 関連書籍
著作
- 「麻と綿2(2) 1921年2月」 P13「輸出綿織物に就て」の項（麻と綿社）
- 「紡織界16(3) 1925年3月」 「綿業界の將來如何」の項（紡織雑誌社）
- 「紡織界18(2) 1927年2月」 「樂觀を容さゞる棉業界」の項（紡織雑誌社）

児玉一造に係る書籍
- 「長者の脚蹤 第1輯」 P133「兒玉一造さん」（倉田留吉著 修養学館労資平和協会 1926年）
- 「藤原銀次郎回顧八十年」 P24「臺灣米の内地移入創始と兒玉一造の登用」の項（藤原銀次郎述 下田将美編 大日本雄弁会講談社 1949年）
- 「経済人7(9) 1953年」 P52「児玉一造氏の想ひ出 三木正三」（関西経済連合会）
- 「日本経済を育てた人々」 P181「児玉一造 三木正三」の項（関西経済連合会 1955年）
- 「東棉四十年史」 P100「児玉一造の足跡」（東棉四十年史編纂委員会編 1960年）
- 「人生勝負に生きる」 P57「快商・児玉一造さんのこと」の項（石田退三著 実業之日本社 1961年）
- 「人物叢書 豊田佐吉」 P94「児玉一造」の項（楫西光速著 吉川弘文館 1962年）
- 「高嶋菊次郎伝」 P114「児玉一造」（河野幸之助著 日本時報社出版局 1962年）
- 「自分の城は自分で守れ」 P49「恩人・児玉一造さんのこと」（石田退三著 講談社 1968年）
- 「日本の実業家 近代日本を創った経済人伝記目録」（日本工業倶楽部編 日外アソシエーツ 2003年）